# Snölegend
Snölegend är en diktsamling av Werner Aspenström utgiven 1949 av Bonniers förlag.
Den blev hans stora genombrott hos både läsare och kritiker och innehåller flera av hans mest kända dikter, bland annat Snöbrev och Den ni väntar passerar inte förstäderna. Dikterna präglas till viss del av ett för fyrtiotalismen typiskt symbolspråk men markerar samtidigt övergången till den mer lågmält personliga stil med naturintryck, vardagliga iakttagelser och humoristiska miniatyrer som senare skulle bli så typisk för Aspenströms författarskap.